# المطارفة (ولاية المسيلة)
مطارفة بلدية تابعة  لدائرة أولاد دراج بولاية المسيلة الجزائرية. يقطنها حوالي 14000 نسمة